# Genoplesium despectans
Genoplesium despectans är en orkidéart som först beskrevs av Joseph Dalton Hooker, och fick sitt nu gällande namn av David Lloyd Jones och Mark Alwin Clements. Genoplesium despectans ingår i släktet Genoplesium och familjen orkidéer. Inga underarter finns listade i Catalogue of Life.